# 1. ŽNL Karlovačka 2013./14.
1. ŽNL Karlovačku u sezoni 2013./14. je činilo 13 klubova. Prvenstvo se igralo dvokružno, a prvak je nakon 26 kola postao NK Ogulin i time se plasirao u Međužupanijsku nogometnu ligu Središte Zagreb. Iz lige je ispala NK Vrlovka Kamanje.

## Tablica
| Mj. | Klub                         | Sus. | Pobj. | Ner. | Por. | GR.    | Bod. |
| --- | ---------------------------- | ---- | ----- | ---- | ---- | ------ | ---- |
| 1.  | NK Ogulin                    | 24   | 19    | 2    | 3    | 102:24 | 59   |
| 2.  | NK Slunj                     | 24   | 16    | 3    | 5    | 65:23  | 51   |
| 3.  | NK Ilovac Karlovac           | 24   | 16    | 3    | 5    | 65:31  | 51   |
| 4.  | NK Zrinski Ozalj             | 24   | 15    | 6    | 3    | 58:28  | 51   |
| 5.  | NK Duga Resa 1929            | 24   | 13    | 4    | 7    | 51:38  | 43   |
| 6.  | NK Draganić                  | 24   | 11    | 3    | 10   | 29:41  | 36   |
| 7.  | NK Dobra Sveti Petar         | 24   | 9     | 5    | 10   | 34:37  | 32   |
| 8.  | NK Croatia '78 Žakanje       | 24   | 10    | 2    | 12   | 47:51  | 32   |
| 9.  | NK Korana Karlovac           | 24   | 9     | 3    | 12   | 38:51  | 30   |
| 10. | NK Vatrogasac Gornje Mekušje | 24   | 7     | 2    | 15   | 31:53  | 23   |
| 11. | NK Vojnić '95                | 24   | 5     | 2    | 17   | 28:69  | 17   |
| 12. | NK Mostanje ALL Karlovac     | 24   | 3     | 4    | 17   | 21:72  | 13   |
| 13. | NK Vrlovka Kamanje           | 24   | 2     | 3    | 19   | 24:75  | 9    |

## Rezultati
| NK Duga Resa 1929 - NK Dobra Sveti Petar 2:2 NK Ilovac Karlovac - NK Vrlovka Kamanje 5:0 NK Vatrogasac Gornje Mekušje - NK Korana Karlovac 5:0 NK Slunj - NK Draganić 0:1 NK Mostanje ALL Karlovac - NK Vojnić '95 1:0 NK Croatia '78 Žakanje - NK Zrinski Ozalj 2:4 NK Ogulin slobodan  | NK Ogulin - NK Croatia '78 Žakanje 4:0 NK Zrinski Ozalj - NK Mostanje ALL Karlovac 1:2 NK Vojnić '95 - NK Slunj 2:4 NK Draganić - NK Vatrogasac Gornje Mekušje 1:2 NK Korana Karlovac - NK Ilovac Karlovac 3:1 NK Vrlovka Kamanje - NK Duga Resa 1929 1:3 NK Dobra Sveti Petar slobodan | NK Mostanje ALL Karlovac - NK Ogulin 0:2 NK Slunj - NK Zrinski Ozalj 2:2 NK Vatrogasac Gornje Mekušje - NK Vojnić '95 5:0 NK Ilovac Karlovac - NK Draganić 2:1 NK Duga Resa 1929 - NK Korana Karlovac 1:1 NK Dobra Sveti Petar - NK Vrlovka Kamanje 5:1 NK Croatia '78 Žakanje slobodan |
| NK Ogulin - NK Slunj 4:0 NK Croatia '78 Žakanje - NK Mostanje ALL Karlovac 3:0 NK Zrinski Ozalj - NK Vatrogasac Gornje Mekušje 1:0 NK Vojnić '95 - NK Ilovac Karlovac 0:4 NK Draganić - NK Duga Resa 1929 1:3 NK Korana Karlovac - NK Dobra Sveti Petar 3:2 NK Vrlovka Kamanje slobodan  | NK Vatrogasac Gornje Mekušje - NK Ogulin 1:5 NK Slunj - NK Croatia '78 Žakanje 3:0 NK Ilovac Karlovac - NK Zrinski Ozalj 1:1 NK Duga Resa 1929 - NK Vojnić '95 3:2 NK Dobra Sveti Petar - NK Draganić 0:0 NK Vrlovka Kamanje - NK Korana Karlovac 1:2 NK Mostanje ALL Karlovac slobodan | NK Ogulin - NK Ilovac Karlovac 4:1 NK Croatia '78 Žakanje - NK Vatrogasac Gornje Mekušje 2:1 NK Mostanje ALL Karlovac - NK Slunj 0:1 NK Zrinski Ozalj - NK Duga Resa 1929 0:0 NK Vojnić '95 - NK Dobra Sveti Petar 1:0 NK Draganić - NK Vrlovka Kamanje 2:1 NK Korana Karlovac slobodan |
| NK Duga Resa 1929 - NK Ogulin 4:1 NK Ilovac Karlovac - NK Croatia '78 Žakanje 5:0 NK Vatrogasac Gornje Mekušje - NK Mostanje ALL Karlovac 3:2 NK Dobra Sveti Petar - NK Zrinski Ozalj 1:5 NK Vrlovka Kamanje - NK Vojnić '95 3:3 NK Korana Karlovac - NK Draganić 0:0 NK Slunj slobodan  | NK Ogulin - NK Dobra Sveti Petar 1:3 NK Croatia '78 Žakanje - NK Duga Resa 1929 0:2 NK Ilovac Karlovac - NK Mostanje ALL Karlovac 3:2 NK Slunj - NK Vatrogasac Gornje Mekušje 2:0 NK Zrinski Ozalj - NK Vrlovka Kamanje 3:0 NK Vojnić '95 - NK Korana Karlovac 1:0 NK Draganić slobodan | NK Vrlovka Kamanje - NK Ogulin 1:3 NK Dobra Sveti Petar - NK Croatia '78 Žakanje 3:1 NK Duga Resa 1929 - NK Mostanje ALL Karlovac 1:0 NK Ilovac Karlovac - NK Slunj 2:0 NK Korana Karlovac - NK Zrinski Ozalj 0:2 NK Draganić - NK Vojnić '95 2:1 NK Vatrogasac Gornje Mekušje slobodan |
| NK Ogulin - NK Korana Karlovac 4:1 NK Croatia '78 Žakanje - NK Vrlovka Kamanje 2:5 NK Mostanje ALL Karlovac - NK Dobra Sveti Petar 1:1 NK Slunj - NK Duga Resa 1929 4:1 NK Vatrogasac Gornje Mekušje - NK Ilovac Karlovac 0:5 NK Zrinski Ozalj - NK Draganić 0:1 NK Vojnić '95 slobodan  | NK Draganić - NK Ogulin 0:5 NK Korana Karlovac - NK Croatia '78 Žakanje 3:1 NK Vrlovka Kamanje - NK Mostanje ALL Karlovac 2:3 NK Dobra Sveti Petar - NK Slunj 1:0 NK Duga Resa 1929 - NK Vatrogasac Gornje Mekušje 2:0 NK Vojnić '95 - NK Zrinski Ozalj 2:2 NK Ilovac Karlovac slobodan | NK Ogulin - NK Vojnić '95 7:1 NK Croatia '78 Žakanje - NK Draganić 4:2 NK Mostanje ALL Karlovac - NK Korana Karlovac 1:4 NK Slunj - NK Vrlovka Kamanje 5:0 NK Vatrogasac Gornje Mekušje - NK Dobra Sveti Petar 0:2 NK Ilovac Karlovac - NK Duga Resa 1929 3:2 NK Zrinski Ozalj slobodan |
| NK Zrinski Ozalj - NK Ogulin 2:2 NK Vojnić '95 - NK Croatia '78 Žakanje 2:7 NK Draganić - NK Mostanje ALL Karlovac 1:1 NK Korana Karlovac - NK Slunj 2:2 NK Vrlovka Kamanje - NK Vatrogasac Gornje Mekušje 3:2 NK Dobra Sveti Petar - NK Ilovac Karlovac 1:3 NK Duga Resa 1929 slobodan  | NK Dobra Sveti Petar - NK Duga Resa 1929 1:0 NK Vrlovka Kamanje - NK Ilovac Karlovac 1:2 NK Korana Karlovac - NK Vatrogasac Gornje Mekušje 2:0 NK Draganić - NK Slunj 0:2 NK Vojnić '95 - NK Mostanje ALL Karlovac 3:1 NK Zrinski Ozalj - NK Croatia '78 Žakanje 3:1 NK Ogulin slobodan | NK Croatia '78 Žakanje - NK Ogulin 3:2 NK Mostanje ALL Karlovac - NK Zrinski Ozalj 0:2 NK Slunj - NK Vojnić '95 5:1 NK Vatrogasac Gornje Mekušje - NK Draganić 1:3 NK Ilovac Karlovac - NK Korana Karlovac 3:2 NK Duga Resa 1929 - NK Vrlovka Kamanje 4:0 NK Dobra Sveti Petar slobodan |
| NK Ogulin - NK Mostanje ALL Karlovac 8:0 NK Zrinski Ozalj - NK Slunj 3:2 NK Vojnić '95 - NK Vatrogasac Gornje Mekušje 2:0 NK Draganić - NK Ilovac Karlovac 0:4 NK Korana Karlovac - NK Duga Resa 1929 2:3 NK Vrlovka Kamanje - NK Dobra Sveti Petar 1:1 NK Croatia '78 Žakanje slobodan  | NK Slunj - NK Ogulin 0:0 NK Mostanje ALL Karlovac - NK Croatia '78 Žakanje 0:5 NK Vatrogasac Gornje Mekušje - NK Zrinski Ozalj 0:4 NK Ilovac Karlovac - NK Vojnić '95 2:0 NK Duga Resa 1929 - NK Draganić 1:0 NK Dobra Sveti Petar - NK Korana Karlovac 1:0 NK Vrlovka Kamanje slobodan | NK Ogulin - NK Vatrogasac Gornje Mekušje 4:0 NK Croatia '78 Žakanje - NK Slunj 1:2 NK Zrinski Ozalj - NK Ilovac Karlovac 3:3 NK Vojnić '95 - NK Duga Resa 1929 1:4 NK Draganić - NK Dobra Sveti Petar 1:0 NK Korana Karlovac - NK Vrlovka Kamanje 2:1 NK Mostanje ALL Karlovac slobodan |
| NK Ilovac Karlovac - NK Ogulin 2:4 NK Vatrogasac Gornje Mekušje - NK Croatia '78 Žakanje 2:1 NK Slunj - NK Mostanje ALL Karlovac 7:0 NK Duga Resa 1929 - NK Zrinski Ozalj 1:3 NK Dobra Sveti Petar - NK Vojnić '95 3:1 NK Vrlovka Kamanje - NK Draganić 0:2 NK Korana Karlovac slobodan  | NK Ogulin - NK Duga Resa 1929 7:1 NK Croatia '78 Žakanje - NK Ilovac Karlovac 3:0 NK Mostanje ALL Karlovac - NK Vatrogasac Gornje Mekušje 2:2 NK Zrinski Ozalj - NK Dobra Sveti Petar 3:2 NK Vojnić '95 - NK Vrlovka Kamanje 2:0 NK Draganić - NK Korana Karlovac 3:2 NK Slunj slobodan | NK Dobra Sveti Petar - NK Ogulin 0:3 NK Duga Resa 1929 - NK Croatia '78 Žakanje 1:1 NK Mostanje ALL Karlovac - NK Ilovac Karlovac 1:6 NK Vatrogasac Gornje Mekušje - NK Slunj 0:6 NK Vrlovka Kamanje - NK Zrinski Ozalj 0:3 NK Korana Karlovac - NK Vojnić '95 1:0 NK Draganić slobodan |
| NK Ogulin - NK Vrlovka Kamanje 10:0 NK Croatia '78 Žakanje - NK Dobra Sveti Petar 0:0 NK Mostanje ALL Karlovac - NK Duga Resa 1929 1:7 NK Slunj - NK Ilovac Karlovac 2:0 NK Zrinski Ozalj - NK Korana Karlovac 2:1 NK Vojnić '95 - NK Draganić 0:2 NK Vatrogasac Gornje Mekušje slobodan | NK Korana Karlovac - NK Ogulin 2:5 NK Vrlovka Kamanje - NK Croatia '78 Žakanje 1:2 NK Dobra Sveti Petar - NK Mostanje ALL Karlovac 3:0 NK Duga Resa 1929 - NK Slunj 2:3 NK Ilovac Karlovac - NK Vatrogasac Gornje Mekušje 0:0 NK Draganić - NK Zrinski Ozalj 0:3 NK Vojnić '95 slobodan | NK Ogulin - NK Draganić 9:0 NK Croatia '78 Žakanje - NK Korana Karlovac 4:1 NK Mostanje ALL Karlovac - NK Vrlovka Kamanje 1:1 NK Slunj - NK Dobra Sveti Petar 2:0 NK Vatrogasac Gornje Mekušje - NK Duga Resa 1929 2:3 NK Zrinski Ozalj - NK Vojnić '95 5:1 NK Ilovac Karlovac slobodan |
| NK Vojnić '95 - NK Ogulin 1:4 NK Draganić - NK Croatia '78 Žakanje 4:0 NK Korana Karlovac - NK Mostanje ALL Karlovac 4:2 NK Vrlovka Kamanje - NK Slunj 1:5 NK Dobra Sveti Petar - NK Vatrogasac Gornje Mekušje 1:2 NK Duga Resa 1929 - NK Ilovac Karlovac 0:2 NK Zrinski Ozalj slobodan  | NK Ogulin - NK Zrinski Ozalj 4:1 NK Croatia '78 Žakanje - NK Vojnić '95 4:1 NK Mostanje ALL Karlovac - NK Draganić 0:2 NK Slunj - NK Korana Karlovac 6:0 NK Vatrogasac Gornje Mekušje - NK Vrlovka Kamanje 3:0 NK Ilovac Karlovac - NK Dobra Sveti Petar 6:1 NK Duga Resa 1929 slobodan | |

## Strijelci
- 23 – M. Poljak (Ogulin)
- 20 – Kovačić (Ilovac)
- 19 – Plivelić (Slunj)
- 17 – Lovrić (Ogulin)
- 16 – Štajcer (Zrinski Ozalj)
- 15 – Turković (Korana)
- 14 – V. Pušić i Grčić (Duga Resa 1929)
- 12 – Dr. Aščić (Duga Resa 1929)
- 11 – A. Turkalj (Slunj), Prebežić (Dobra SP)
- 10 – Matijević (Vojnić '95), Matovina (Ogulin)
- 9 – Lipošćak (Ilovac), P. Poljak i Salopek (Ogulin), D. Turkalj (Slunj)
- 8 – Veselić i Pršlja (Ilovac), Benković (Duga Resa 1929), Mamić i Starešina (Zrinski Ozalj), Plehinger (Ogulin),Franović (Vatrogasac)
- 7 – I. Gruden i Tkalac (Croatia '78), M. Radaković (Zrinski Ozalj), Matanić (Slunj)
- 6 – Šabić (Vojnić '95)
- 5 – Zlatić (Vatrogasac), Bilavčić, Tropčić i Pevac (Korana), J. Grubešić (Ilovac), Krznarić i Kolić (Croatia '78), Lipošćak (Ogulin), Bahorić (Draganić)
- 4 – Di. Ladika, M. Žokvić i Jambrošić (Vrlovka), I. Cindrić i Puškarić (Ogulin), V. Radman, Blažević, Brunski i M. Mihelić (Croatia '78), Pavlić (Duga Resa 1929), P. Ribić i Pavlović (Dobra SP), Podvorac i Klarić (Draganić), O. Grubešić (Ilovac), Tokmadžić (Vojnić '95)